# Korkalovaara
Korkalovaara (en finnois : Korkalovaaran kaupunginosa) est  un  quartier de la ville de Rovaniemi en Finlande.

## Description
Le centre historique de Korkalovaara est le centre commercial Hillapolu.
Le lycée de Korkalovaara a fusionné avec le Lycée du parc du lycée.
Korkalovaara dispose des écoles de Korkalovaara et de Vaaranlampi et de deux crèches.
Parmi les services du quartier on trouve  une salle de tennis, un restaurant, une pharmacie, une bibliothèque, un bureau de poste et plusieurs épiceries.
Il y a aussi des sentiers de randonnées et des pistes de ski.

## Galerie

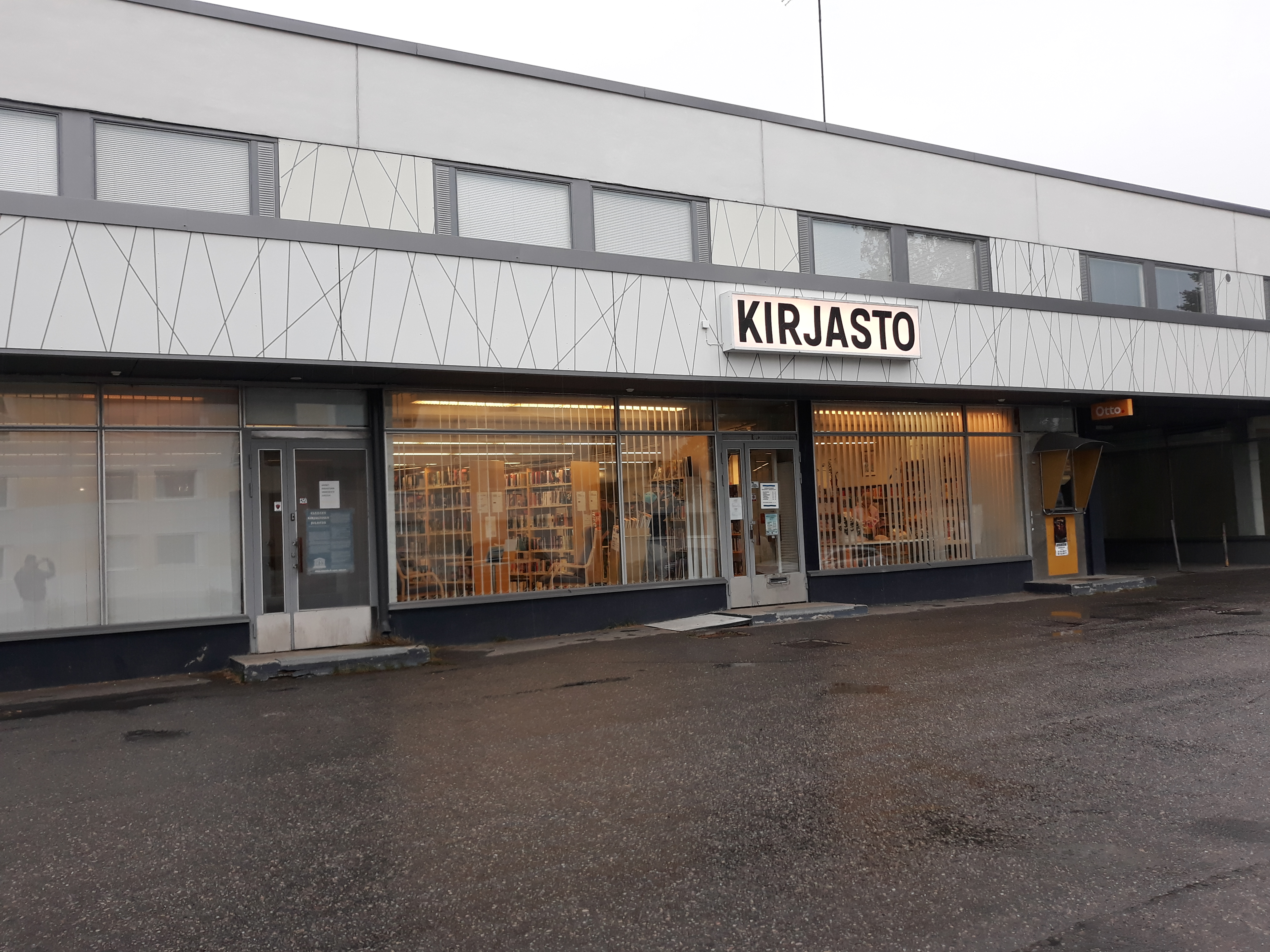
Bibliothèque de Korkalovaara.
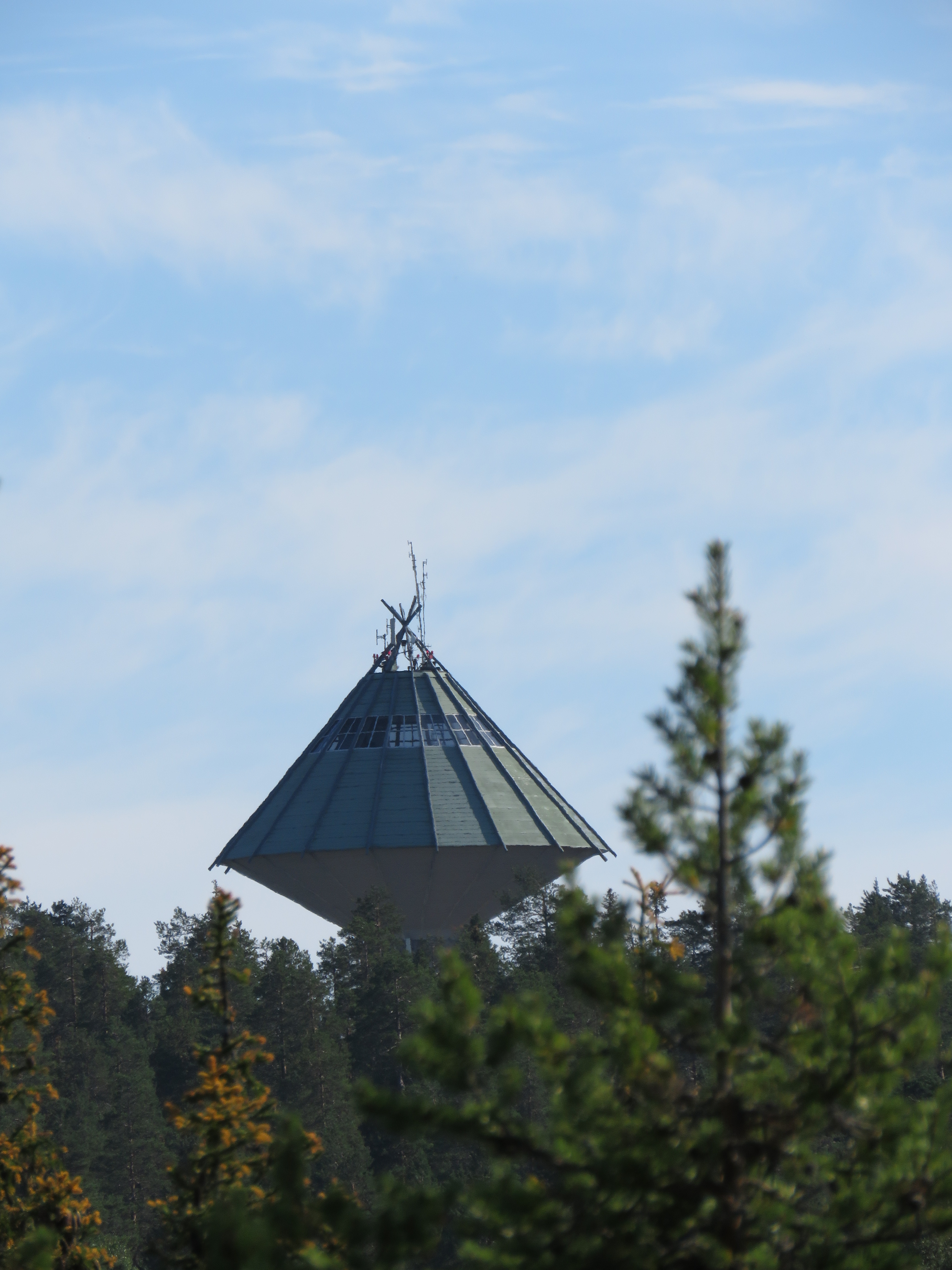
Château d'eau de Korkalovaara.
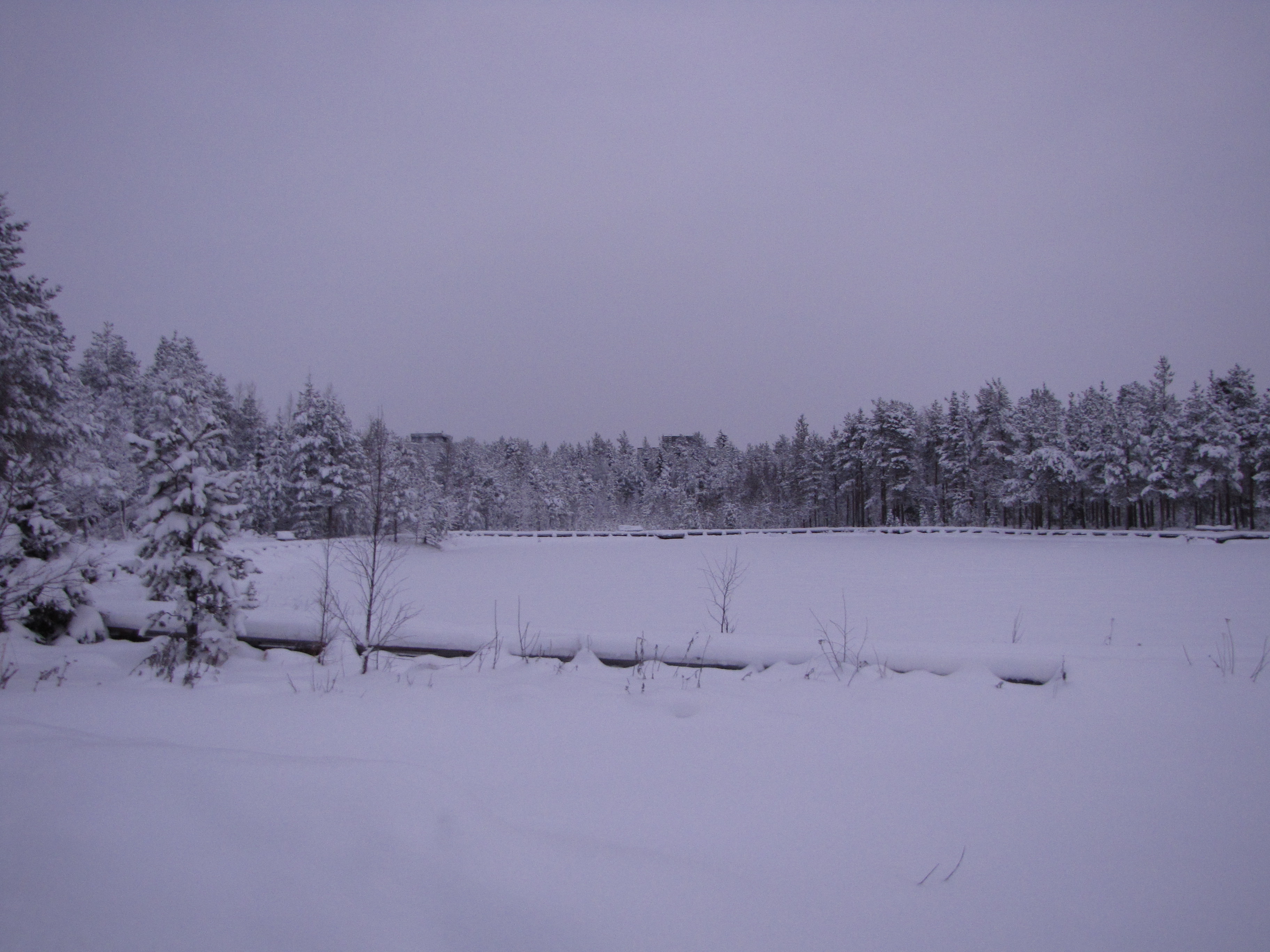
L'étang Vaaranlampi.